# Tata (fortification)
Pour les articles homonymes, voir tata.

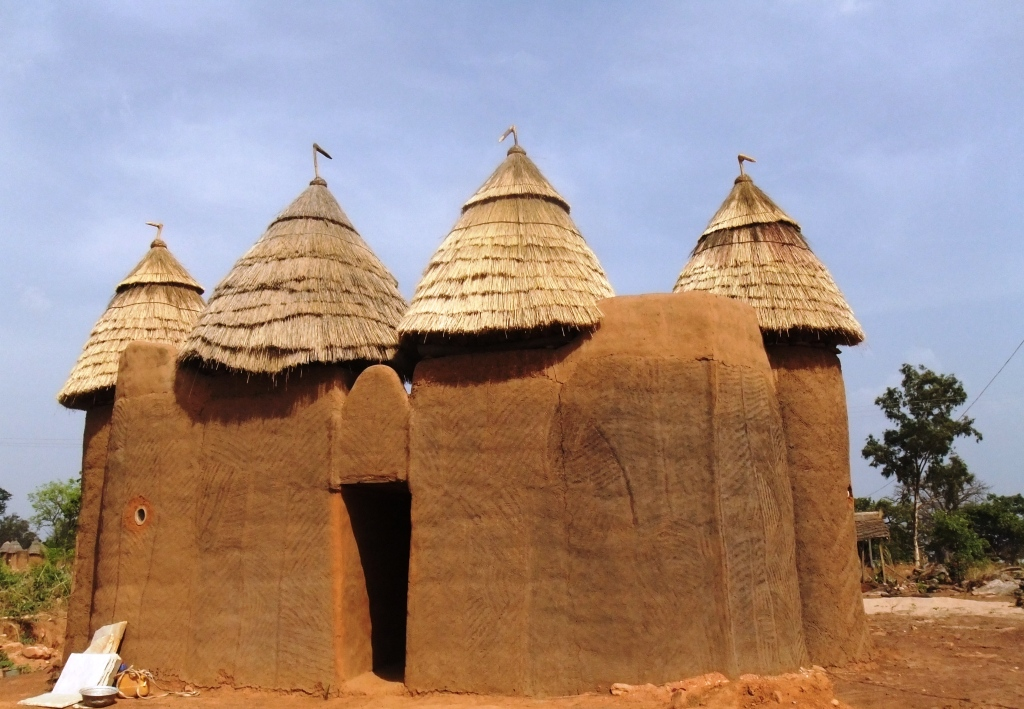
Un tata à Kouaba au Bénin.

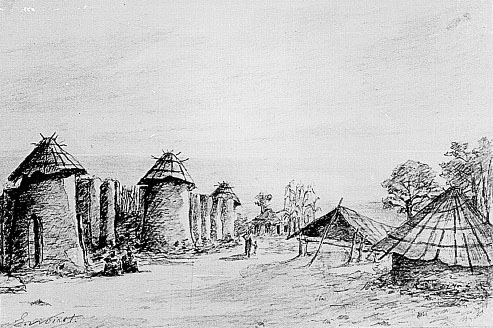
Le tata de Kédougou au Sénégal (dessin de 1881).

Un tata ou tata somba est une ancienne fortification d'Afrique de l'Ouest. Le mot désigne tantôt la muraille de terre crue entourant un village — l'enceinte —, tantôt le village fortifié lui-même, voire une véritable cité fortifiée, un centre politique et militaire.
Les vestiges des tatas, par exemple celui de Maba Diakhou Bâ à Nioro du Rip (Sénégal), classé par les Monuments historiques datent le plus souvent du XIXe siècle. Les tatas du nord-est du Togo sont classés au Patrimoine mondial de l'Unesco.

## Étymologie
Tata est un mot d'origine mandingue.

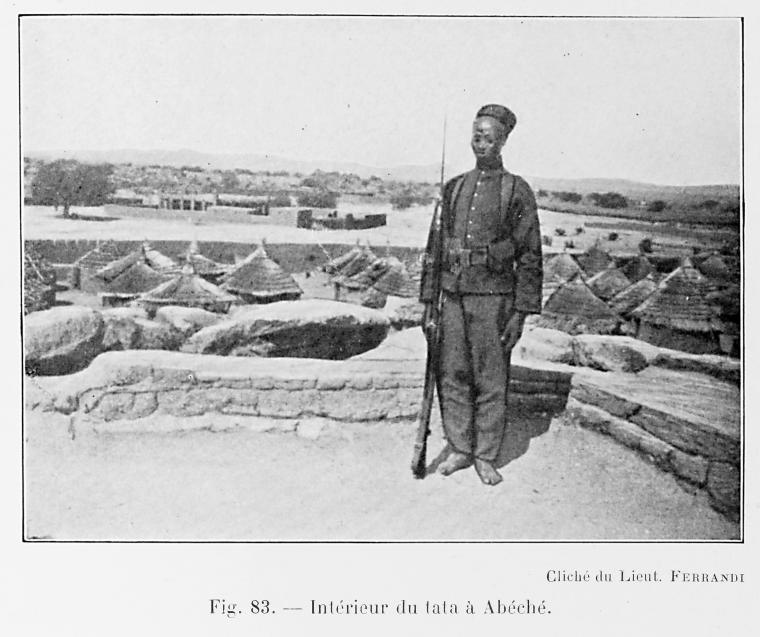
Intérieur du tata d'Abéché au Tchad (photo de 1918).

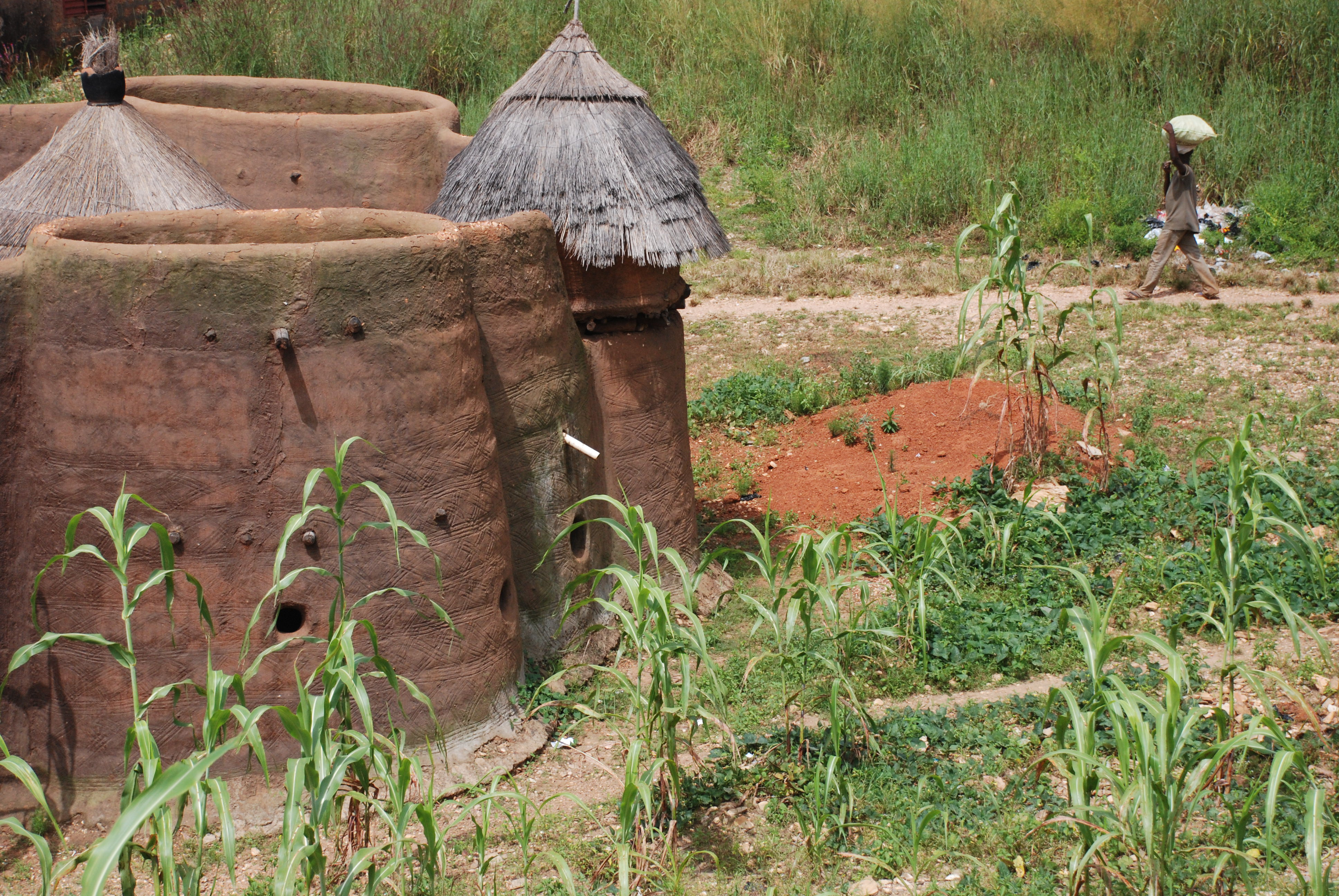
Reconstruit pour les touristes, un tata somba au Bénin.

En langue wolof, tata signifie « mur d'enceinte, fortin », comme dans la phrase : Tatay Ñooro yaa ngay raaf (« le fortin de Nioro tombe en ruines »).

## Construction
Le tata est réalisé avec des matériaux végétaux et du banco. Les murs sont élevés — ils peuvent atteindre une hauteur de plusieurs mètres — et donc épais à la base afin d'assurer la stabilité de la construction.

## Un puissant symbole
« Voilà, tu es, pour écarter au loin l’ennemi, debout, le tata » : avec ce terme désignant une forteresse de l'époque précoloniale, le poète-président sénégalais Léopold Sédar Senghor symbolise la force de résistance des anciens empires africains pour défendre leur civilisation contre les envahisseurs occidentaux. Beaucoup de tatas ont en effet été les camps fortifiés ou campements provisoires de grands chefs de guerre tels que l'Almamy Samory Touré, le conquérant toucouleur El Hadj Omar ou le maître du Bornou, Rabah.
Le mot fera florès dans les textes de la négritude.[réf. nécessaire]

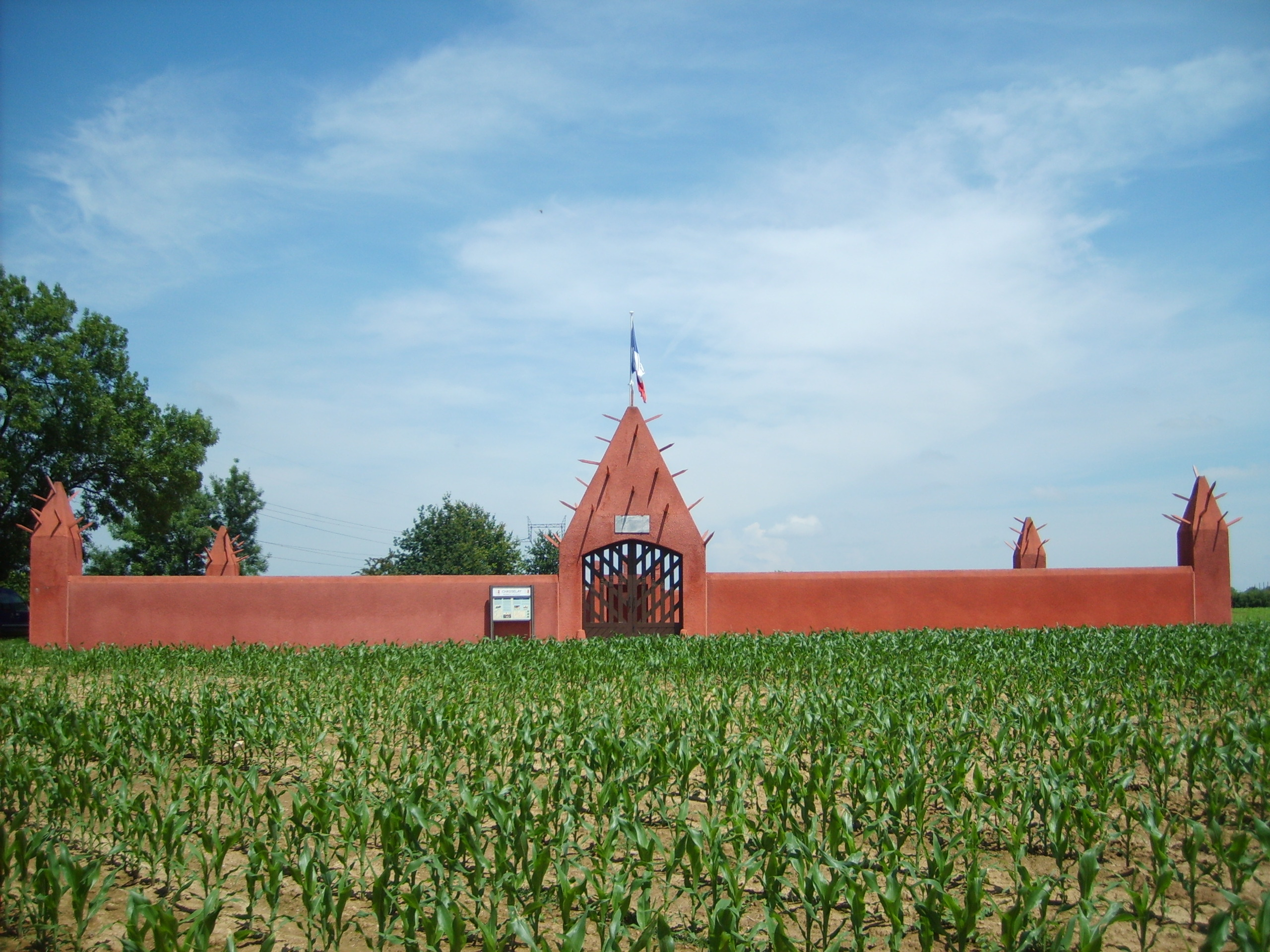
Le Tata sénégalais de Chasselay.

Pourtant les nations coloniales n'ont pas manqué de reprendre le symbole à leur compte. Lors de l'Exposition coloniale internationale de 1931, l'un des clous de la manifestation fut le pavillon de l'AOF, reconstruction monumentale d'un tata de type soudanais dans lequel beaucoup de visiteurs ont cru reconnaître la Grande mosquée de Djenné. Surdimensionné, l'édifice atteignait 45 m, alors que même les tatas de Tombouctou ne dépassaient guère 15 ou 20 m.
En France, la nécropole de Chasselay, où reposent 188 tirailleurs sénégalais tombés en juin 1940, a été édifiée sur le modèle des tatas traditionnels.

### Filmographie
- Le Tata, film documentaire de Patrice Robin et Eveline Berruezo, France, 1992, 60 min[8]
- Tata, film de Boris Van Gils et Lucille Reyboz, Belgique, 2002, 52 min
- Le Tata Sénégalais de Chasselay : Mémoires du 25° RTS, film documentaire de Dario Arce et Rafael Gutierrez, France, 2007, 52 min - Productions Chromatiques/TLM.